# Pański Kamień (przełęcz)
Przełęcz Pański Kamień (ok. 980 m) – przełęcz w Grupie Oszusa w Beskidzie Żywiecko-Kisucki, pomiędzy szczytami Beskid Bednarów (słow.  Bednárová) – 1093 m) i Pańskiego Kamienia (słow. Kukoškula – 1023 m). Wschodnie stoki przełęczy są polskie i opadają do doliny dopływu potoku Urwisko w Soblówce, zachodnie są słowackie i opadają do doliny Jurikovego potoku.
Nazwa przełęczy pochodzi od znajdującego się na południowy wschód od niej kamienia. Jest to graniczny kamień dóbr Zamku Orawskiego, ale postawiono go także dla uczczenia pracowników tego zamku. Grzbietem, na którym znajduje się przełęcz, przebiega granica polsko-słowacka oraz Wielki Europejski Dział Wodny.
Przełęcz znajduje się w granicach miejscowości Soblówka w województwie śląskim, w powiecie żywieckim, w gminie Ujsoły. Jest porośnięta lasem. Przez przełęcz prowadzi znakowany słowacki szlak graniczny.

## Szlaki turystyczne
słowacki szlak graniczny